# Bahnhof Knarreborg
Der Bahnhof Knarreborg ist ein dänischer Bahnhof an der Bahnstrecke Tommerup–Assens zwischen Tommerup Stationsby und Assens. Er liegt in Tommerup in der Assens Kommune, Region Syddanmark.

## Geschichte
Die von den Danske Statsbaner (DSB) zwischen 1882 und 1884 gebaute Bahnstrecke führte von Tommerup nach Assens und wurde am 1. Juni 1884 in Betrieb genommen.
Ursprünglich hätte es am Bahnhof Knarreborg nur eine Haltestelle geben sollen, aber dem aktiven Gemeinderat gelang es zu veranlassen, dass auch ein Lagerhaus und ein Ladegleis gebaut wurden.
Die Strecke wurde am 21. Mai 1966 für den Personenverkehr eingestellt. Der Güterverkehr wurde bis 1995 fortgeführt. Der letzte Zug, ein Sonderzug für den Dansk jernbaneklub, fuhr im August 1999. Endgültig wurde die Strecke 2005 stillgelegt.

## Bauwerke
Im Hauptgebäude des Bahnhofsgebäudes befanden sich im Erdgeschoss das Bahnhofsbüro, ein Warteraum und eine Wohnung für den Bahnhofsvorsteher. Daran anschließend wurden der Güterschuppen und das 200 Meter lange Freiladegleis gebaut.

## Personal
Die Aufgaben des Stationsvorstehers umfassten den Fahrkartenverkauf, die Bedienung der Schrankenanlage am Bahnübergang, die Bedienung der Weichen bei Rangierarbeiten und die Überwachung der Bahnarbeiter. 1931 waren drei Personen am Bahnhof beschäftigt, neben dem Bahnhofsvorsteher sein Assistent und ein Bahnarbeiter. In diesem Jahr wurden 16.666 Fahrkarten verkauft und 3536 Tonnen Güter verladen.

## Namensgebung
Der Ort selbst heißt Tommerup. Da es an der 1865 eröffneten Bahnstrecke København–Fredericia im heutigen Ortsteil Tommerup Stationsby aber schon einen Bahnhof mit dem Namen Tommerup gab, wurde der Bahnhof in Tommerup nach dem in der Nähe liegenden Bauernhof Knarreborg genannt.

## Heutiger Zustand
Das Gleis ist noch vorhanden, da die Strecke mit Schienenfahrrädern befahren werden kann. Im alten Bahnhofsgebäude besteht ein Secondhandladen. Der Güterschuppen und die Nebengleise wurden entfernt.